# Protocryphia
Protocryphia is een geslacht van vlinders van de familie uilen (Noctuidae), uit de onderfamilie Acontiinae.

## Soorten
- P. flaviguttata Grote, 1882
- P. secta Grote, 1879